# Avant Window Navigator
Pour les articles homonymes, voir AWN.
Avant Window Navigator (parfois abrégé AWN ou Awn) est une barre de style dock pour Linux, qui s'affiche sur un rebord de l'écran et liste les fenêtres ouvertes. Au lieu de représenter les fenêtres avec des boutons ou avec des segments contenant le nom et l'icône de la fenêtre, il utilise des icônes pour gagner de l'espace et rendre les fenêtres mieux reconnaissables au coup d'œil. Avant Window Navigator a été créé par Neil J. Patel et est actuellement en version bêta.

## Personnalisation
L'apparence et les fonctionnalités de Avant Window Navigator peuvent être personnalisées grâce à divers plugins et applets, permettant, par exemple, d'afficher la progression d'un téléchargement dans Mozilla Firefox ou de contrôler un lecteur de musique comme Rhythmbox. Les plugins utilisent le système de communication inter-processus D-Bus, et les applets peuvent être écrits en C, en Python ou en Vala. Il existe un projet-frère, AWN Extras, qui est un ensemble de plugins et d'applets créés par la communauté. Ses versions sortent généralement en même temps que celles d'Avant Window Navigator.

## Compatibilité
Une des plus grosses contraintes pour faire marcher de vieilles version d'Avant Window Navigator est de disposer d'un environnement gestionnaire de fenêtres composite. Par conséquent, l'utilisateur doit installer un compositeur, comme Compiz, ce qui peut atténuer les performances de certains ordinateurs peu puissants. Alternativement, on peut utiliser Xfce, qui dispose d'un gestionnaire de fenêtres composite depuis sa version 4.2.0, ou, avec GNOME, activer la composition dans Metacity. Un support des environnements non-composites est disponible à partir de la version 0.4.0,.